# Бушвельд
Бушвельд або Бушвелд (англ. Bushveld) — субтропічний екорегіон Південної Африки, савана, частина Вельду, великого посушливого плато в Південній Африці. Екорегіон охоплює більшу частину провінції Лімпопо і невелику частину Північно-Західній провінції ПАР, центральні і північно-східні райони Ботсвани, а також Південний Матабелеленд і частину Північного Матабелеленду в Зімбабве. Національний парк Крюгера в ПАР має кілька таборів у Бушвельді .

## Географія

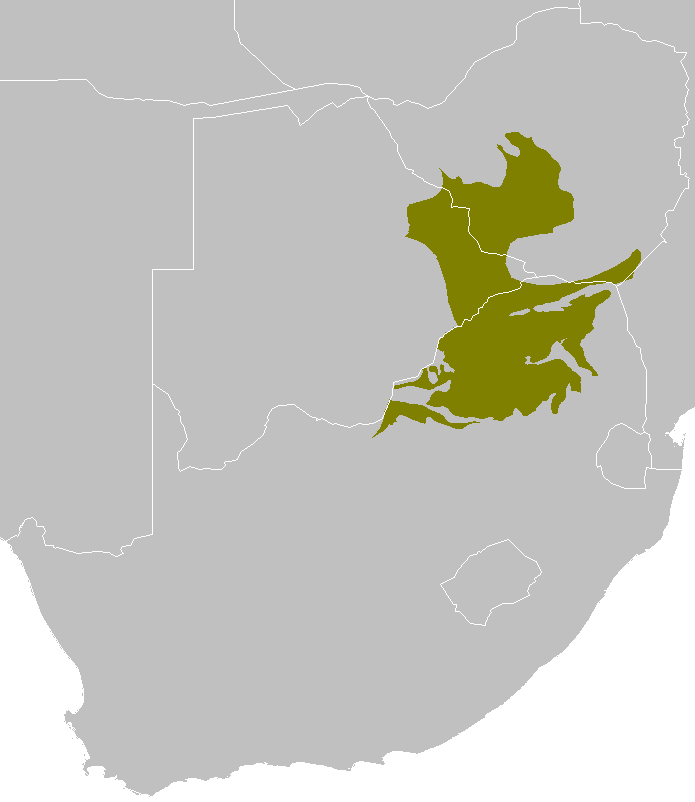
Бушвельд на карті Африки.

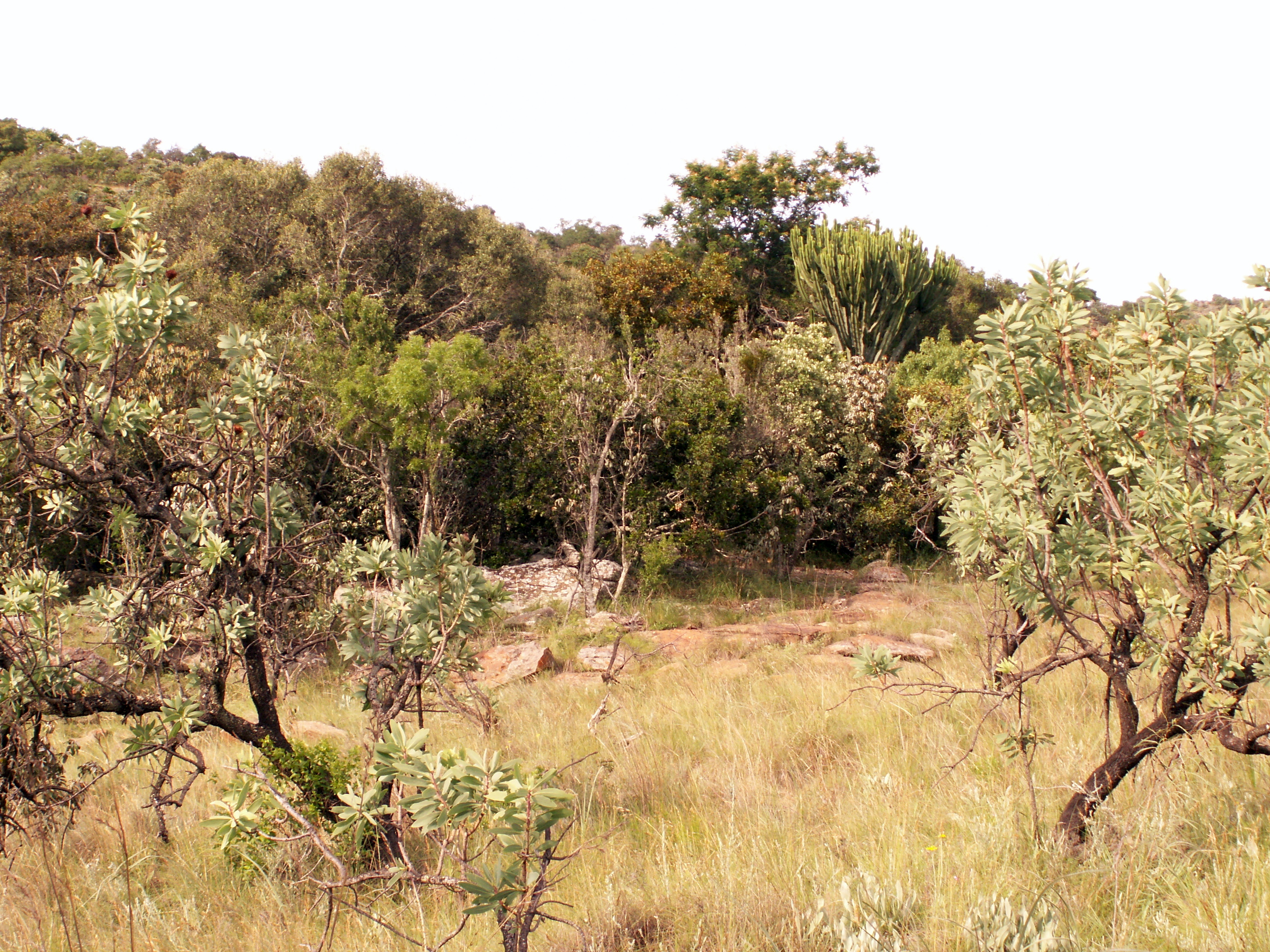
Бушвельд в околицях Набоомспруйту (Лімпопо).

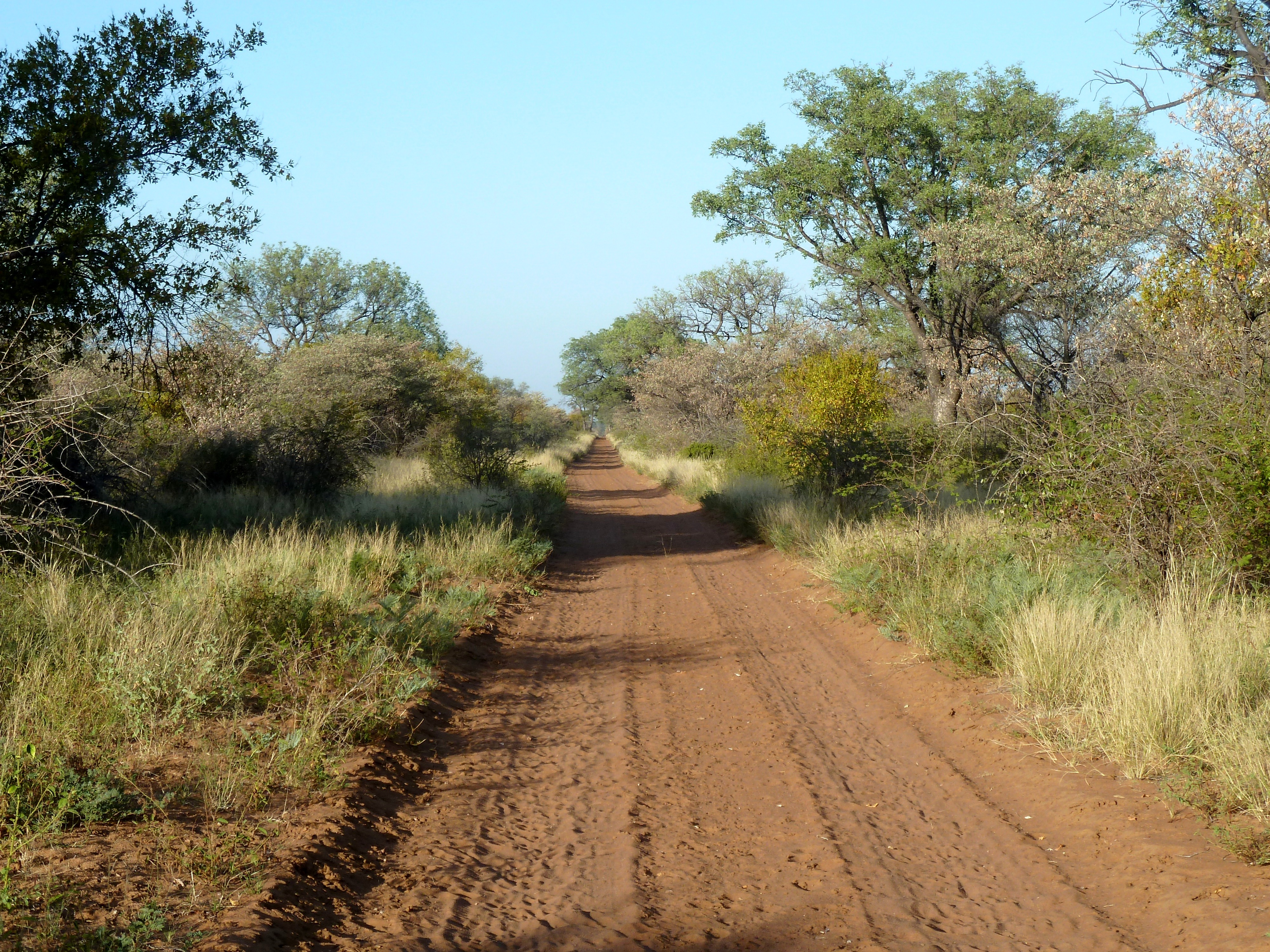
Бушвельд в долині річки Лімпопо.

Висота регіону коливається від 750 до 1400 м над рівнем моря, а річна кількість опадів - від 350 мм на заході до 600 мм в деяких частинах північного сходу. У цьому регіоні є чотири значних гірських хребти: Магалісберг, який тягнеться від Рюстенбургу на заході до Бронкхорстспрейту на сході і утворює південний кордон Бушвельду; Драконові гори, які формують східний кордон Бушвельду і тягнеться від Цанену на півночі до Емакхазені на півдні; хребет Ватерберг, який знаходиться в середині Бушвельду і хребет Саутпансберг, на північ від Луїс-Трічарду. Хребет Саутпансберг є самим північним гірським масивом ПАР.

## Флора і фауна
Бушвельд характеризується великими зарослими травою рівнинами, на яких розкидані острівці густих дерев і високих чагарників. Високі трави Бушвельду до зимового сухого сезону стають коричневими або блідими. На незайманих ділянках цього середовища проживання, таких як велика частина біосферного резервату Ватерберг де мешкають багато великих видів ссавців, включаючи білого носорога, чорного носорога, жирафа, блакитного гну, куду, імпалу й безліч інших видів антилоп та іншої дичини.

## Геологія
Бушвельд є одним з найбагатших мінералами регіонів світу. Це пов'язано з магматичних комплексом Бушвельду, надзвичайно багатим геологічним утворенням у формі блюдця, яке простягається на більш ніж 50 тис. км². Утворення містить більшість світових запасів корисних копалин, таких як андалузит, хром, плавиковий шпат, платина та ванадій. Комплекс має у своєму складі Меренський риф, який є найбільшим в світі джерелом платини, а також металів платинової групи.

## Сільське господарство
Оскільки більша частина регіону, як правило, суха, Бушвельд в основному є регіоном м'ясного скотарства та промислу диких тварин, і лише кілька стійких до посухи сільськогосподарських культур, таких як сорго й просо, вирощуються, як правило, на зрошуваних землях.